# Arab al-Na’im
Arab al-Na’im (hebr. ערב א-נעים; arab. عرب النعيم; ang. Arab Al Naim) – wieś beduińska położona w Samorządzie Regionu Misgaw, w Dystrykcie Północnym, w Izraelu.

## Położenie
Arab al-Na’im jest położona na wysokości 180 m n.p.m. w północnej części Dolnej Galilei. Leży na zachodnim zboczu wzgórza Giwat Karad (384 m n.p.m.), na północnej krawędzi Doliny Sachnin. Po stronie północnej jest położone głębokie wadi strumienia Hilazon, za którym na północy jest Dolina Bet ha-Kerem. Na zachodzie przepływa strumień Sachnin. Okoliczne wzgórza są w większości zalesione. W otoczeniu wsi Arab al-Na’im znajdują się miasta Karmiel i Sachnin, miejscowość Sza’ab, wsie komunalne Eszchar, Juwalim, Szoraszim i Curit, oraz arabska wieś Chusnija. Na południowy zachód od wsi jest położona strefa przemysłowa Sachnin.

### Podział administracyjny
Arab al-Na’im jest położona w Samorządzie Regionu Misgaw, w Poddystrykcie Akka, w Dystrykcie Północnym Izraela.

## Demografia
Stałymi mieszkańcami wsi są wyłącznie Beduini. Według danych z 2011 roku, osada liczyła 686 mieszkańców.

## Historia
Pierwotnie w miejscu tym znajdowały się tereny pastwisk koczowniczego plemienia beduińskiego Sava’id. W wyniku I wojny izraelsko-arabskiej w 1948 roku cały ten obszar został przyłączony do państwa Izrael. Prowadzona na początku lat 50. XX wieku polityka przymusowego osiedlania plemion koczowniczych, wymusiła na członkach klanu Sava’id zamieszkanie w tym miejscu. Wieś nie była jednak formalnie uznawana przez władze izraelskie aż do 1999 roku. Dopiero od tego momentu była możliwa rozbudowa tutejszej infrastruktury. Jednak większość planów nadal nie jest realizowana, ponieważ czekają na wyjaśnienie kwestie praw własności związanych z tutejszymi gruntami. Z tego powodu nadal występują poważne braki w dostępie do energii elektrycznej, wody, kanalizacji i dróg. Uniemożliwia to rozwój wioski i pogłębia biedę mieszkańców.

## Edukacja
Wieś utrzymuje dwa przedszkola. Starsze dzieci są dowożone do szkoły podstawowej we wsi Sallama.

## Kultura i sport
We wsi jest ośrodek kultury.

## Gospodarka
Tutejsi mieszkańcy utrzymują się z upraw oliwek. Część mieszkańców pracuje najemnie w sąsiednich osadach żydowskich.

## Transport
Ze wsi wyjeżdża się na południowy wschód na drogę wyjazdową z żydowskiej wsie komunalnej Eszchar. Drogą tą jadąc na południowy wschód dojeżdża się do kibucu Eszbal, lub jadąc na zachód dojeżdża się do wsi Juwalim i dalej do skrzyżowania z drogą nr 784, którą jadąc na południe dojeżdża się do skrzyżowania z drogą nr 805 między miastem Sachnin a wsią Segew, lub jadąc na północ dojeżdża się do wsi Szoraszim i dalej do miasta Karmiel.